# Prix allemand de science-fiction
Le prix allemand de science-fiction (Deutscher Science Fiction Preis) est décerné depuis 1985 à un rythme annuel par le Club allemand de science-fiction (Science Fiction Club Deutschland). Ce prix, le plus prestigieux d'Allemagne, n'est attribué qu'à des œuvres de littérature de science-fiction parues en langue originale allemande l'année précédente.
Depuis 1985, le Club décerne un prix au meilleur roman de science-fiction et à la meilleure nouvelle. Le prix, actuellement doté de 1.000 € par catégorie, est décerné à l'occasion du congrès annuel du Club.
C'est un comité de lecteurs volontaires, 10 membres entourés de nombreux collaborateurs, qui remet le prix chaque année, à l'instar du prix Hugo décerné aux États-Unis. Les membres du comité lisent tous les textes germanophones parus l'année précédente et les notent selon une procédure inscrite dans le règlement du club. Peut devenir membre du comité n'importe quel lecteur volontaire qui en fait la demande, même s'il n'est pas adhérent au Club.
Le prix allemand de science-fiction est à distinguer du prix Kurd-Laßwitz, également décerné à des œuvres de science-fiction, mais non doté et remis par des professionnels sur le modèle du prix Nebula.

## Lauréats

### Meilleur roman
- 1985 : Die Kälte des Weltraums par Herbert W. Franke
- 1986 : Der Tag an dem die Mauer brach par Thomas R. P. Mielke
- 1987 : 427 - Im Land der grünen Inseln par Claus-Peter Lieckfeld et Frank Wittchow et Nach dem Ende par Friedrich Scholz (ex æquo)
- 1988 : Die Wolke par Gudrun Pausewang
- 1989 : Kiezkoller par Fritz Schmoll
- 1990 : Den Überlebenden par Maria J. Pfannholz
- 1991 : Zentrum der Milchstraße par Herbert W. Franke
- 1992 : Fatous Staub par Christian Mähr
- 1993 : Die Goldenen Heiligen par Herbert Rosendorfer
- 1994 : GO! Die Ökodiktatur par Dirk C. Fleck
- 1995 : Traumzeit für Agenten par Gisbert Haefs
- 1996 : Die Haarteppichknüpfer par Andreas Eschbach (titre en français : Des milliards de tapis de cheveux)
- 1997 : Solarstation par Andreas Eschbach (titre en français : Station solaire)
- 1998 : Grüße vom Sternenbiest par Robert Feldhoff
- 1999 : Das Jesus Video par Andreas Eschbach (titre en français : Jésus vidéo)
- 2000 : Hundert Tage auf Stardawn par Matthias Robold
- 2001 : Zurück par Fabian Vogt
- 2002 : Die Zeitmaschine Karls des Großen par Oliver Henkel
- 2003 : Kaisertag par Oliver Henkel
- 2004 : Der Letzte seiner Art par Andreas Eschbach (titre en français : Le Dernier de son espèce)
- 2005 : Der Schwarm par Frank Schätzing (titre en français : Abysses)
- 2006 : Das Cusanus-Spiel par Wolfgang Jeschke (titre en français : Le Jeu de Cuse)
- 2007 : Die fünf Seelen des Ahnen par Ulrike Nolte
- 2008 : Die Schatten des Mars par Frank W. Haubold
- 2009 : Das Tahiti-Projekt par Dirk C. Fleck
- 2010 : VILM (Teil 1: Der Regenplanet, Teil 2: Die Eingeborenen) par Karsten Kruschel
- 2011 : Walpar Tonnraffir und der Zeigefinger Gottes par Uwe Post
- 2012 : Galdäa – Der ungeschlagene Krieg par Karsten Kruschel
- 2013 : Der Artefakt par Andreas Brandhorst
- 2014 : Dschiheads par Wolfgang Jeschke
- 2015 : Alpha & Omega: Apokalypse für Anfänger par Markus Orths
- 2016 : Das Schiff par Andreas Brandhorst
- 2017 : Prinzipat (Die Welten der Skiir, vol. 1) par Dirk van den Boom
- 2018 : Qualityland par Marc-Uwe Kling
- 2019 : Hologrammatica par Tom Hillenbrand (de)
- 2020 : Der Würfel par Bijan Moini (de)
- 2021 : Die Sprache der Blumen par Sven Haupt
- 2022 : Stille zwischen den Sternen par Sven Haupt
- 2023 : Athos 2643 par Nils Westerboer

### Meilleure nouvelle
- 1985 : Ein Mord im Weltraum par Thomas R. P. Mielke
- 1986 : Nekyomanteion par Wolfgang Jeschke
- 1987 : Vryheit do ik jo openbar par Reinmar Cunis
- 1988 : Das liederlich-machende Liedermacher-Leben par Ernst Petz
- 1989 : Der Käse par Rainer Erler (de)
- 1990 : Kasperle ist wieder da! par Gert Prokop
- 1991 : Gödel geht par Andreas Findig
- 1992 : Das letzte Signal par Egon Eis
- 1993 : 10 Punkte par Norbert Stöbe
- 1994 : Schlechte Nachrichten aus dem Vatikan par Wolfgang Jeschke
- 1995 : Der Fall des Astronauten par Andreas Fieberg
- 1996 : Die Sonde par Marcus Hammerschmitt
- 1997 : Der menschliche Faktor par Michael Sauter
- 1998 : Die Wunder des Universums par Andreas Eschbach
- 1999 : Die Stille nach dem Ton par Michael Marrak
- 2000 : Wiedergänger par Michael Marrak
- 2001 : Ein Plädoyer par Rainer Erler (de)
- 2002 : Wege ins Licht par Michael K. Iwoleit
- 2003 : Small Talk par Arno Behrend
- 2004 : Ich fürchte kein Unglück par Michael K. Iwoleit
- 2005 : Die Asche des Paradieses par Karl Michael Armer
- 2006 : Psyhack par Michael K. Iwoleit
- 2007 : Canea Null par Marcus Hammerschmitt
- 2008 : Heimkehr par Frank W. Haubold
- 2009 : Weg mit Stella Maris par Karla Schmidt
- 2010 : Boa Esperança par Matthias Falke
- 2011 : Orte der Erinnerung par Wolfgang Jeschke
- 2012 : In der Freihandelszone par Heidrun Jänchen
- 2013 : Zur Feier meines Todes par Michael K. Iwoleit
- 2014 : Seitwärts in der Zeit par Axel Kruse
- 2015 : Knox par Eva Strasser
- 2016 : Operation Gnadenakt par Frank Böhmert
- 2017 : Das Netz der Geächteten par Michael K. Iwoleit
- 2018 : Das Internet der Dinge par Uwe Hermann
- 2019 : Confinement par Thorsten Küper
- 2020 : Don’t Be Evil par Tom Turtschi
- 2021 : Wagners Stimme par Carsten Schmitt
- 2022 : Utopie27 par Aiki Mira
- 2023 : Die Grenze der Welt par Aiki Mira